# Santa Gadea del Cid (kommunhuvudort)
Santa Gadea del Cid är en kommunhuvudort i Spanien.   Den ligger i provinsen Provincia de Burgos och regionen Kastilien och Leon, i den norra delen av landet, 260 km norr om huvudstaden Madrid. Santa Gadea del Cid ligger 506 meter över havet och antalet invånare är 168.
Terrängen runt Santa Gadea del Cid är kuperad västerut, men österut är den platt. Runt Santa Gadea del Cid är det mycket glesbefolkat, med 6 invånare per kvadratkilometer. Närmaste större samhälle är Miranda de Ebro, 9,7 km öster om Santa Gadea del Cid. Trakten runt Santa Gadea del Cid består till största delen av jordbruksmark.